# Pachydactylus montanus
Pachydactylus montanus là một loài thằn lằn trong họ Gekkonidae. Loài này được Methuen & Hewitt mô tả khoa học đầu tiên năm 1914.